# 愛知県道354号・岐阜県道111号平畑土岐線
愛知県道354号・岐阜県道111号平畑土岐線（あいちけんどう354ごう・ぎふけんどう111ごう ひらはたときせん）は、愛知県豊田市と岐阜県土岐市を結ぶ一般県道である。

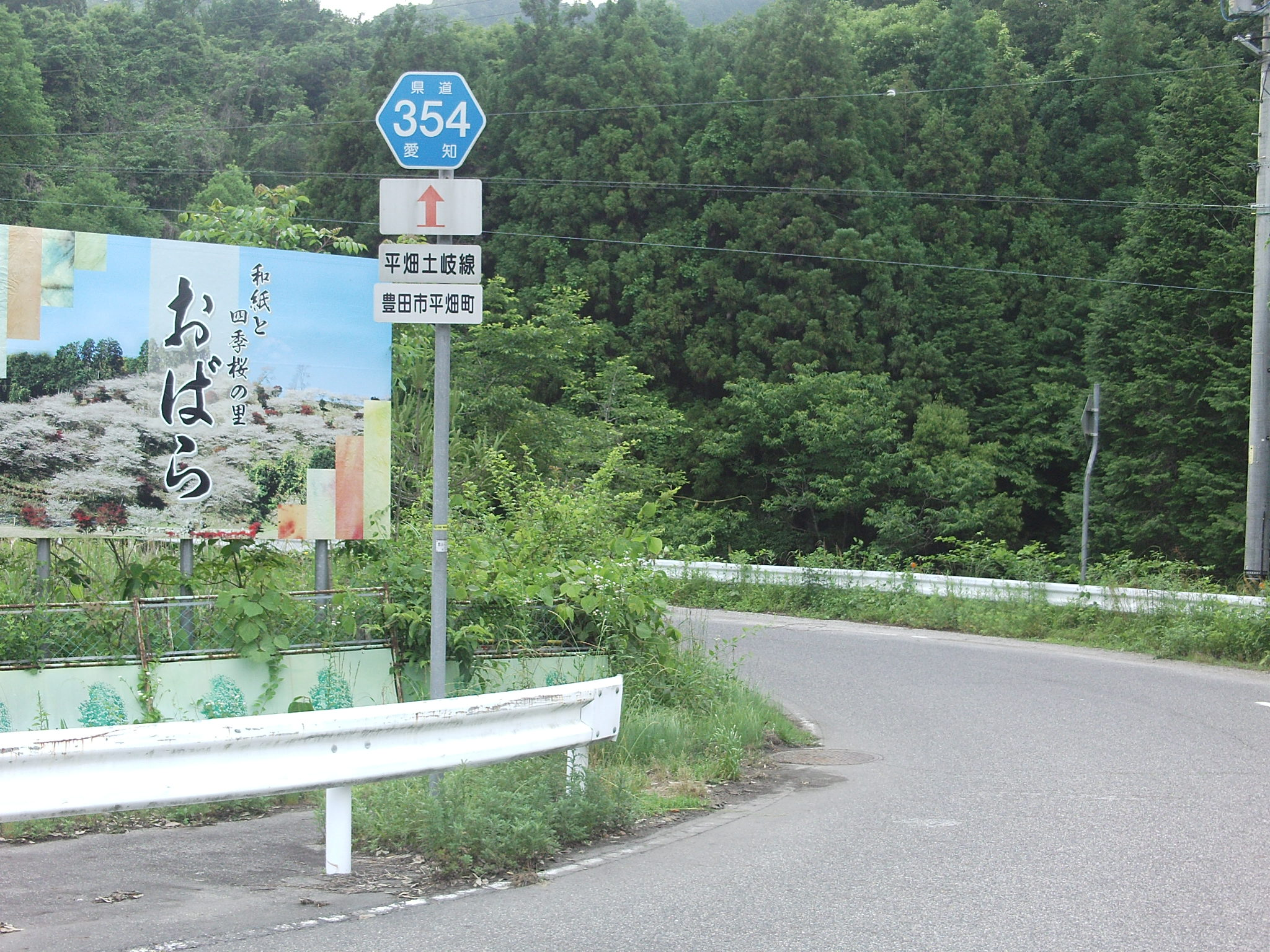
起点の平畑町。ここから当県道を進むと旧小原村（現･豊田市の市域）の中心部へ抜ける。

## 概要
愛知県豊田市平畑町（旧西加茂郡小原村）の愛知県道355号島崎豊田線交点が起点。起点より北に進み、豊田市西丹波町で南西方向に折り返す。豊田市西細田町でまた北西に進む。豊田市小原町の市場口バス停付近で国道419号と接続し、重複して北に向かう。豊田市大ケ蔵連町の大ケ蔵連バス停付近で国道419号と分かれ、北西に進む。峠を越えると岐阜県土岐市に入る。県境から2km弱の土岐市曽木町の国道363号交点が終点。

### 路線データ
- 始点：愛知県豊田市平畑町（愛知県道355号島崎豊田線交点）
- 終点：岐阜県土岐市曽木町（国道363号交点）

## 重複区間
- 国道419号（豊田市小原町 - 豊田市大ケ蔵連町）
  - 愛知県道19号土岐足助線（国道419号重複）（豊田市 下仁木諸屋交差点 - 上仁木白山交差点）

## 地理
起点付近に矢作川が流れる。

### 通過する自治体

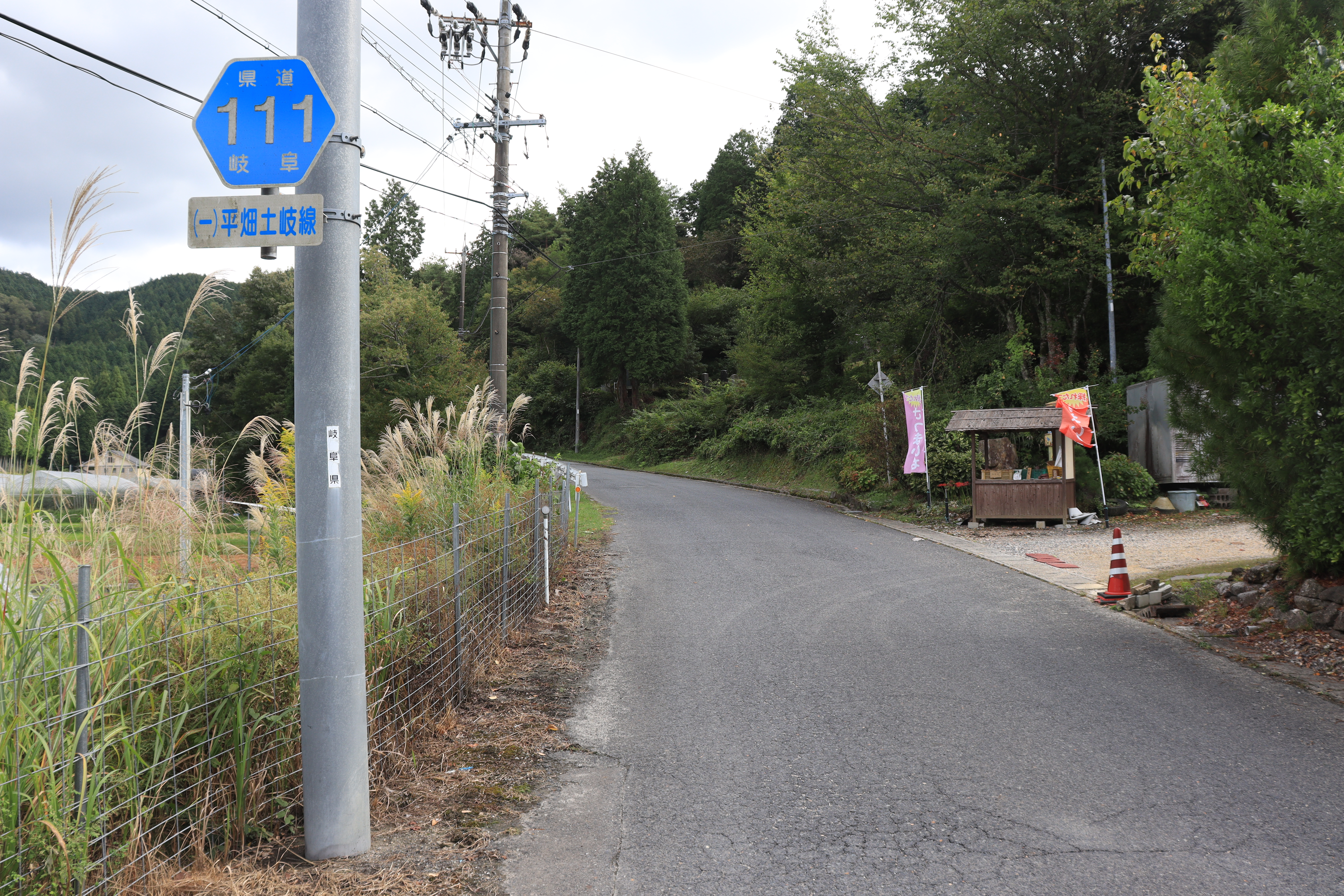
岐阜県道111号平畑土岐線、土岐市曽木町にて

- 愛知県　
  - 豊田市

- 岐阜県
  - 土岐市

### 接続路線
愛知県
- 愛知県道11号豊田明智線（豊田市有間町：愛知県道355号を介して接続）
- 愛知県道355号島崎豊田線（豊田市平畑町）
- 国道419号（豊田市小原町、豊田市大ケ蔵連町）
  - 愛知県道19号土岐足助線（国道419号重複区間で接続）（豊田市 下仁木諸屋交差点、上仁木白山交差点）

岐阜県　
- 国道363号（土岐市曽木町）

## 周辺
- 豊田市立本城小学校
- 和紙展示館
- 小原交流館
- 豊田市立小原中学校
- 曽木温泉（バーデンパークSOGI）
- 曽木公園[2]